# Lepidodactylus shebae
Lepidodactylus shebae là một loài thằn lằn trong họ Gekkonidae. Loài này được Brown & Tanner mô tả khoa học đầu tiên năm 1949.